# Le Ravissement de Britney Spears
Pour les articles homonymes, voir Ravissement.
Le Ravissement de Britney Spears est un roman de Jean Rolin paru le 31 août 2011 aux éditions P.O.L.

## Résumé
Britney Spears est menacée d’enlèvement par un groupuscule islamiste. Les services secrets français envoient un agent à Los Angeles car ils prennent au sérieux le risque de ravissement. Celui-ci, dépressif, ignorant presque tout de la chanteuse, finit tout de même par s'y intéresser.

## Réception critique
Le roman fait partie de la première sélection du prix Renaudot et du prix du Livre Inter. Il fait partie des finalistes du Grand prix du roman de l'Académie française.